# Такуэлл, Барри
Ба́рри Та́куэлл (англ. Barry Tuckwell, также распространена транскрипция Барри Таквелл; 5 марта 1931, Мельбурн — 16 января 2020) — австралийский валторнист и дирижёр, первый президент Международного общества валторнистов.

## Биография
Барри Такуэлл родился в семье музыкантов в Мельбурне. В детстве, прежде чем начать заниматься на валторне, учился играть на фортепиано, органе и скрипке. Он начал заниматься на валторне в возрасте 13 лет и сделал такие поразительные успехи, что уже через 2 года смог получить работу в Мельбурнском симфоническом оркестре. Через год перешёл в Сиднейский симфонический оркестр, которым в то время руководил британский дирижёр Юджин Гуссенс. А ещё через 2 года он переехал в Великобританию, чтобы продолжить исполнительскую карьеру там.
В Британии Такуэлл работал в оркестре Халле в Манчестере, оркестре Шотландской национальной оперы в Глазго, Борнмутском симфоническом оркестре, пока в 1955 году не стал солистом Лондонского симфонического оркестра, где провел 13 лет. В эти годы в оркестре несколько раз сменились главные дирижёры, в том числе Пьер Монтё и Андре Превин. В 1968 году он покинул Лондонский оркестр, чтобы начать карьеру солиста.
В течение следующих 30 лет Барри Такуэлл полностью посвятил себя сольной карьере. Он стал единственным исполнителем на валторне, который в течение столь долгого времени выступал исключительно сольно, не совмещая это с работой в оркестре или педагогической деятельностью. За эти годы дал более тысячи сольных концертов по всему миру, сделал более 50 записей. Он трижды номинировался на премию Грэмми.
В 1982 году Такуэлл основал в Америке Мэрилендский симфонический оркестр и руководил им в качестве главного дирижёра до 1998 года. В 1980—1983 годах он также был главным дирижёром Симфонического оркестра Тасмании. Кроме того, он неоднократно выступал в качестве дирижёра с ведущими мировыми оркестрами. Под его руководством Лондонским симфоническом оркестром были записаны 3 компакт-диска с музыкой Дворжака, Элгара и Вагнера.
В 1970 году Такуэлл стал первым президентом Международного общества валторнистов.

## Смерть
Таквелл умер в Мельбурне в возрасте 88 лет 16 января 2020 года от осложнений, вызванных сердечными заболеваниями.